# New Castle (contea di Lawrence, Pennsylvania)
New Castle è un comune (city) degli Stati Uniti d'America, situato nello stato della Pennsylvania, nella contea di Lawrence, della quale è il capoluogo.